# Jupiaba atypindi
Jupiaba atypindi es una especie de pez de la familia Characidae en el orden de los Characiformes.

## Hábitat
Vive en zonas de clima tropical.

## Distribución geográfica
Se encuentran en Sudamérica: río Negro y algunos de sus afluentes (entre otros, el Uraricoera, el Surumu y el Cuminá ).